# Antoni Zajkowski
Antoni Zajkowski (* 5. srpen 1948, Ełk, Polsko) je bývalý reprezentant Polska v judu, bojující v lehké váhové kategorii. V roce 1972 získal stříbrnou olympijskou medaili.
Judo bylo v Evropě až na pár výjimek (Nizozemsko, Velká Británie) v 50. a 60. letech na nadšenecké úrovni (životní styl, láska k Japonsku). Po olympijských hrách v roce 1964 v Tokiu však zaznamenalo boom. Řada zemí začala vysílat své sportovce a trenéry do Japonska aby se s judem jako sportovní disciplínou obeznámili u tamních sensejů. Pro země v tehdejší západní Evropě to nebyl problém, ale země za železnou oponou takové dispozice neměly. Poláci to vyřešili šalamounsky, že ještě v 60. letech přivedli japonského experta do své vlasti. Jmenoval se Hiromi Tomita a začal spolupracovat s tehdejším trenérem reprezentace, nadšencem a budoucím guru polského juda Waldemarem Sikorskim. Postupně získali do svých řad adepty, které začali systematicky připravovat na vrcholné turnaje. V tomto směru měly ostatní země za železnou oponou, krom SSSR značné zpoždění (ČSSR skoro 10 let).
Zajkowski začal s judem potom co ho zaujaly obrázky z olympijských her v Tokiu (1964) a systematickému tréninku se začal věnovat po ukončení střední školy v roce 1967. Jeho velkou přednosti byla cílevědomost a pracovitost. Tréninkovými metodami Hiromi Tomity se údajně ještě dnes straší mladí judisté v Polsku. Obrovské tréninkové dávky začali nést ovoce začátkem 70. let kdy na mistrovství světa v roce 1971 vybojoval bronzovou medaili, když nestačil pouze na dva Japonce. Z judistických technik byl především znám výborným bojem na zemi (ne-waza).
V roce 1972 odjížděl s očekáváním a početným týmem kolem sebe na olympijské hry do Mnichova. V prvním kole si snadno poradil s Nikaraguicem technikou kouchi-gari a ve druhém mu do poloviny zápasnické doby odolával Portorikánec. V polovině zápasu ho totiž povalil na zem a dostal do držení. Ve čtvrtfinále přišli taktické šachy s Francouzem Vialem. Po urputném boji nakonec Polák Francouze urval na zemi nasazenou pákou. V semifinále přišel poprvé zápas s Japoncem Nomurou. Zajkowski mu nedal kůži zadarmo. Nomura zkoušel své seoi-nage neustále a nakonec při jednom z pokusů chytil Poláka na zemi a udržel ho potřebný čas pro ukončení zápasu. V opravách nejprve na zemi udolal Maďara Hetényho a ve finálovém kole se utkal s Východoněmcem Hötgerem. Otevřený a agresivní zápas mezi dvěma výbornými Evropany museli rozsoudit rozhodčí a ti se přiklonili na stranu Poláka. Ten se ve finále opět utkal s Japoncem Nomurou. Zápas netrval ani 30s. Nomura si hodil Zajkowskiho na záda a poslal ho na lopatky. Polák tak vybojoval stříbro. Na Nomuru ten den skutečně neměl. By to obrovský úspěch, ale zároveň i poslední velký turnaj, na kterém se mu zadařilo.
Po Mnichovské olympiádě mu přestávalo sloužit zdraví. Náročná příprava Japonského trenéra si vzala svojí daň. Začal mít chronické problémy s koleny. Když už se nestíhal připravit na olympijské hry v roce 1976 tak radši ukončil aktivní kariéru. Začal se věnovat judu jako trenér. Začátkem 80. let dostal nabídku jít trénovat judo do Švédska, které využil. Vrátil se koncem 80. let a podílel se na přípravě řady budoucích talentů polského juda, např. Pawła Nastuly.